# Хентинетта, Кандела
Канде́ла Хентине́тта (исп. Candela Gentinetta; 18 марта 2001, Рафаэла, Аргентина) — аргентинская баскетболистка, выступающая на позиции лёгкого форварда за аргентинский клуб «Обрас».

## Карьера
Родилась 18 марта 2001 года в Рафаэле, Аргентина. Папа — инженер, мама — врач. В возрасте десяти лет начала заниматься баскетболом.
Начинала карьеру в местном клубе «Бен-Хур». В 2019 году дебютировала за «Берасатеги» в матче суперкубка Аргентины против «Кимсы». В начале 2022 года присоединилась к португальской «Бенфике», в составе которой стала чемпионкой Португалии, а также обладательницей кубка Португалии и кубка Федерации. В августе стала игроком уругвайской «Агуады». В январе 2023 года присоединилась к аргентинскому «Обрасу». В составе «Обрас» она вышла в финал сезона 2023/2024, завоевала бронзовые медали Южноамериканской лиги и выиграла Столичную лигу (исп. Liga Metropolitana), став самым ценным игроком финального матча.
Выпускница медицинского факультета университета Буэнос-Айреса.

### В сборной
В 2017 году принимала участие в чемпионате Америки среди девушек до 16 лет и чемпионате Южной Америки среди девушек до 17 лет. В 2018 году вызывалась в сборную на чемпионат мира среди девушек до 17 лет, вошла в состав сборной на чемпионате Америки среди девушек до 18 лет. В 2019 году приняла участие в чемпионате мира среди девушек до 19 лет.
В 2022 году сыграла в пяти матчах чемпионата Южной Америки, по результатам которого сборная Аргентины заняла второе место, уступив команде Бразилии. В 2023 году дебютировала на чемпионате Америки, проходившем в мексиканском Леоне. В 2024 году сыграла в шести матчах чемпионата Южной Америки и по итогам турнира завоевала золотые медали, получив звание лучшей баскетболистки Аргентины по версии Олимпийского комитета Аргентины, а в 2025 году выступила на чемпионате Америки.